# Louis Albert Péringuey
Louis Albert Péringuey, född den 9 oktober 1855 i Bordeaux, död den 20 februari 1924 i Kapstaden, var en sydafrikansk entomolog som specialiserade sig på skalbaggar och förhistoria.
Péringuey var samlare för museum i Senegal, Gambia och Madagaskar under tre år innan han emigrerade till Sydafrika och bosatte sig i Kapstaden 1879. Han undervisade i franska vid South African College och Diocesan College. 1882 arbetade han som volontär med skalbaggar vid South African Museum och fick fast anställning två år senare. 1906 blev han museets direktör och samma år erhöll han doktorsgrad i naturvetenskap vid University of the Cape of Good Hope.
Auktorsnamnet L. Peringuey kan användas för Louis Albert Péringuey i samband med ett vetenskapligt namn inom zoologin; se Wikipedia-artiklar som länkar till auktorsnamnet.